# Margat
Ne doit pas être confondu avec Forteresse de Margat.
Dans les arsenaux de la Marine Nationale française, Margat est le surnom donné au personnel du service "Direction du Port" (équipages de remorqueurs, chauffeurs, etc.).
A Boulogne-sur-Mer, régionalisme signifiant "enfant", à la manière du "minot" de Marseille.